# Resolutie 573 Veiligheidsraad Verenigde Naties
Resolutie 573 van de Veiligheidsraad van de Verenigde Naties werd op 4 oktober 1985 aangenomen. Veertien leden stemden voor de |resolutie. Enkel de Verenigde Staten onthielden zich.

## Achtergrond
Toen de Palestijnse Bevrijdingsorganisatie tijdens de Libanese Burgeroorlog gedwongen werd om in 1982 uit Libanon te vertrekken, verkaste de organisatie naar de Tunesische hoofdstad Tunis.
Op 25 september 1985 werden drie Israëlische burgers gedood door een afdeling van de PLO die bekendstaat als Macht 17. Israël wilde deze aanslag vergelden en koos hiervoor het nieuwe PLO-hoofdkwartier in Tunis als doelwit.
De operatie met codenaam houten been werd op 1 oktober uitgevoerd door de Israëlische luchtmacht. Acht gevechtsvliegtuigen werden ingezet bij de aanval op het aan zee gelegen hoofdkantoor, dat met precisiebombardementen verwoest werd. Naast Palestijnen kwamen hierbij ook Tunesische burgers om het leven.

## Inhoud
De Veiligheidsraad:
- Heeft de brief van Tunesië over de Israëlische agressie tegen de Tunesische soevereiniteit en territoriale integriteit in beraad genomen.
- Heeft de verklaring van de Tunesische Minister van Buitenlandse Zaken gehoord.
- Merkt bezorgd op dat de Israëlische aanval veel doden en schade heeft veroorzaakt.
- Overweegt dat lidstaten geen dreigementen of geweld mogen gebruiken tegen een ander land.
- Is erg bezorgd over de bedreiging van de vrede in het Middellandse Zeegebied door de luchtaanval van 1 oktober rond Hammam Plage in Zuid-Tunis.
- Wijst op de zware gevolgen van de agressie voor elk vredesinitiatief.
- Overwegende dat Israël meteen de verantwoordelijkheid voor de aanval nam.

1. Veroordeelt de aanval van Israël op Tunesië.
2. Eist dat Israël zich onthoudt van dergelijke agressie.
3. Dringt er bij de lidstaten op aan Israël dergelijke daden tegen andere landen af te raden.
4. Overweegt dat Tunesië recht heeft op schadevergoeding.
5. Vraagt de secretaris-generaal ten laatste op 30 november te rapporteren over de uitvoering van deze resolutie.
6. Besluit om op de hoogte te blijven.

## Verwante resoluties
- Resolutie 563 Veiligheidsraad Verenigde Naties
- Resolutie 564 Veiligheidsraad Verenigde Naties
- Resolutie 575 Veiligheidsraad Verenigde Naties
- Resolutie 576 Veiligheidsraad Verenigde Naties

Lijst ·  560 ·  561 ·  562 ·  563 ·  564 ·  565 ·  566 ·  567 ·  568 ·  569 ·  570 ·  571 ·  572 ·  573 ·  574 ·  575 ·  576 ·  577 ·  578 ·  579 ·  580